# Vaya Con Dios (groupe musical)
Pour les articles homonymes, voir Vaya Con Dios.
Vaya Con Dios est un groupe belge qui s'est constitué en 1985 autour de la chanteuse Dani Klein. C'est l'un des groupes de musique belges les plus populaires, ayant vendu plus de 10 millions d'albums et plus de 3 millions de singles.
Le groupe s'est fondé en 1985, mais après 1991, Vaya Con Dios était essentiellement un groupe composé d'une seule femme, centré sur la chanteuse, parolière, chef de groupe et productrice Dani Klein, renforcé par une sélection de musiciens en constante évolution. En 2014, Dani Klein effectue sa dernière tournée internationale sous la bannière Vaya Con Dios. Vaya Con Dios s'est officiellement dissous avec son dernier concert le 25 octobre 2014, à Forest-National.
On retrouve Dirk Schoufs (bassiste), Willy Lambregt (guitariste), Jean-Michel Gielen (guitariste), Marco De Meersman (batterie sur le premier album) remplacé ensuite par Philippe Allaert (batterie) et Carmelo Prestigiacomo (guitariste et compositeur).

## Historique
Vaya Con Dios a été fondée en février 1985 par Dirk Schoufs, Dani Klein (Danielle Schoovaerts) et Willy Lambregt (connu sous le nom de Willy Willy). Dirk Schoufs et Willy Lambregt étaient des amis proches, qui avaient souvent travaillé en duo acoustique. Dani Klein et Willy Lambregt avaient déjà travaillé dans le groupe électronique Arbeid Adelt!, qui a perdu de son élan lorsque le chef du groupe, Marcel Vanthilt, est parti pour devenir animateur de MTV Europe.
Après avoir profité d'une performance unique en trio, ils ont décidé de former Vaya Con Dios, basé sur des intérêts communs pour la musique tzigane, le jazz et l'opéra - des genres qui, selon eux, étaient sous-estimés à Bruxelles. Le nom du groupe, « Vaya Con Dios », se traduit par « Que Dieu vous garde », « Que Dieu soit avec vous » ou « Bon vent » en espagnol.
Leur premier titre Just a Friend of Mine (1987) aux consonances hispaniques séduit la Belgique mais aussi la France de telle sorte que 300 000 exemplaires de cette chanson se vendent. Peu après ce premier succès, Willy Lambregt quitte le groupe, qui poursuit malgré tout sa carrière, pour ensuite être remplacé par Jean-Michel Gielen. Le premier album du groupe, Vaya Con Dios sort en octobre 1988. Produit par Dirk Schoufs et Dani Klein, il est bien accueilli dans plusieurs pays européens, et trois autres singles en ont été extraits.
Le deuxième album du groupe, Night Owls, sortit et a de nouveau été produit par Klein et Schoufs. Trois singles ont été extraits de l'album, dont notamment Nah Neh Nah, un mélange rythmé de latin et de jazz-rock, qui a bénéficié d'une diffusion intensive sur MTV Europe. What's a Woman?, une ballade soul, a bien marché dans toute l'Europe et est devenu un succès numéro un aux Pays-Bas et en Belgique.
En 1991, c'est au tour de Dirk Schoufs de quitter le groupe. Il s'en ira notamment travailler avec Isabelle Antena. Il décède quelques mois plus tard, le 24 mai 1991, à 29 ans, à la suite d'un mélange de médicaments, d'alcool et de drogues,.
Dani Klein, qui n'est restée alors qu'avec Jean-Michel Gielen et divers musiciens, a néanmoins continué à enregistrer un nouvel album de Vaya Con Dios, tout en faisant de plus en plus de prestations internationales, en raison d'une popularité toujours croissante. En 1992, le troisième album du groupe Time Flies est sorti, produit principalement par Klein elle-même. Encore une fois, trois singles sont sortis de l'album, Heading for a Fall étant bien accueilli dans plusieurs pays. L'album a eu du succès en Europe, atteignant le numéro un en Suisse et obtenant la certification de platine dans quatre pays, se révélant finalement être l'album ayant eu le plus de succès de Vaya Con Dios. En 1993, il a été suivi de la première tournée mondiale de Vaya Con Dios.
En 1996, Dani Klein décide d'interrompre sa carrière musicale. Vaya Con Dios a alors vendu 7 millions d'albums et 3 millions de singles. Cependant, elle reviendra en 1999 avec un projet parallèle, Purple Prose, puis en 2004 avec un nouvel album de Vaya Con Dios, intitulé The Promise.
En 2006, la compilation The Ultimate Collection est sortie. Elle met en vedette Aaron Neville sur un nouvel enregistrement de la chanson What's a Woman? de 1990. En octobre 2009, l'album Comme on est venu est sorti, sur lequel les chansons sont toutes interprétées en français pour la première fois – le français étant l'une des premières langues de Klein. En décembre 2010, le duo de disc jockeys allemand Milk & Sugar sort un remix de la chanson Nah Neh Nah qui a atteint le top 10 dans plusieurs pays.
En janvier 2013, le groupe annonce sur son site internet officiel que sa dernière tournée débutera à Beyrouth, et joue son tout dernier concert le 25 octobre 2014 à Forest National, en Belgique.
Le 13 février 2019, Willy Lambregt, guitariste et l'un des fondateurs du groupe, succombe au cancer.
Après plus de neuf ans d’absence, le groupe belge Vaya Con Dios a fait son retour avec un tout nouveau single Shade of Joy, composé durant le confinement.

## Membres
- Dani Klein – chant (1986–1996, 2004–2014)
- Dirk Schoufs – basse (1986–1991)
- Willy Lambregt – guitare (1986–1987)
- Jean-Michel Gielen – guitare (1987–1991, 2004–2014)

Autres musiciens
- Marc De Meersman – batterie (1988)
- Philippe Allaert – batterie (1990–92)
- Carmelo Prestigiacomo – guitare (1990–92)
- Sal La Rocca – contrebasse (2007–14)
- Francis Perez – guitare (2009 –14)

## Discographie

### Albums studio
| Date | Album                                           | Meilleurs classements | Meilleurs classements | Meilleurs classements | Meilleurs classements | Meilleurs classements | Meilleurs classements | Meilleurs classements | Meilleurs classements | Meilleurs classements | Certifications (seuils de vente)                                                                          |
| Date | Album                                           | BEL (FL)              | BEL (WA)              | NLD                   | ALL                   | AUT                   | SUI                   | SUE                   | NOR                   | FIN                   | Certifications (seuils de vente)                                                                          |
| ---- | ----------------------------------------------- | --------------------- | --------------------- | --------------------- | --------------------- | --------------------- | --------------------- | --------------------- | --------------------- | --------------------- | --- |
| 1988 | Vaya Con Dios - Sortie : 17 octobre 1988        | —                     | —                     | 75                    | 49                    | 10                    | 23                    | 9                     | —                     | —                     | - BEL : Or - FIN : Platine - SUI : Platine                                                                |
| 1990 | Night Owls - Sortie : 25 avril 1990             | —                     | —                     | 5                     | 6                     | 4                     | 1                     | 8                     | —                     | —                     | - ALL : Platine - AUT : Platine - BEL : Platine - FIN : Or - P-B : Platine - SUE : Or - SUI : 3 × Platine |
| 1992 | Time Flies - Sortie : 2 septembre 1992          | —                     | —                     | 1                     | 9                     | 4                     | 1                     | 13                    | 11                    | —                     | - ALL : Platine - AUT : Or - NOR : Platine - P-B : Platine - SUE : Or - SUI : 3 × Platine                 |
| 1995 | Roots and Wings - Sortie : 25 septembre 1995    | 1                     | 2                     | 10                    | 33                    | 11                    | 3                     | 16                    | 5                     | 32                    | - BEL : Platine - NOR : Or - P-B : Or - SUI : Or                                                          |
| 2004 | The Promise - Sortie : 25 octobre 2004          | 12                    | 73                    | 96                    | —                     | —                     | 67                    | —                     | —                     | 32                    | |
| 2009 | Comme on est venu... - Sortie : 24 octobre 2009 | 7                     | 4                     | —                     | —                     | —                     | —                     | —                     | —                     | —                     | - BEL : Or - POL : Or                                                                                     |

### Albumlive
- 2014 : Thank You All! (concert enregistré le 25 octobre 2014 au Forest National à Bruxelles)

### Compilations
- 1996 : The Best of Vaya Con Dios
- 1998 : What's a Woman: The Blue Sides of Vaya Con Dios
- 2006 : The Ultimate Collection

### Singles
- 1987 : Just a Friend of Mine
- 1987 : Puerto Rico
- 1988 : Don't Cry for Louie
- 1989 : Johnny
- 1990 : What's a Woman
- 1990 : Nah Neh Nah
- 1990 : Night Owls
- 1992 : Heading for a Fall
- 1992 : Time Flies
- 1993 : So Long Ago
- 1995 : Don't Break My Heart
- 1996 : Stay with Me
- 1996 : Lonely Feeling
- 2004 : No One Can Make You Stay
- 2005 : La Vida Es Como Una Rosa/Take Heed
- 2006 : Pauvre Diable
- 2006 : What's a Woman (ft. Aaron Neville)
- 2009 : Les Voiliers sauvages de nos vies
- 2010 : Comme on est venu
- 2010 : Matelots
- 2010 : Hey (Nah Neh Nah)
- 2014 : Look at Us Now